# هندسة الويب
هندسة الويب (بالإنجليزية: Web Engineering)‏ هو مجال يهتم بدراسة منهجيات تطوير وهندسة البرمجيات وتطبيقها لبناء مواقع إلكترونية وتطبيقات ويب قابلة للتوسع والصيانة.

## كتخصص
أنصار هندسة الشبكات يدعمون إنشاء هندسة الشبكات كتخصص في مرحلة مبكرة من شبكة الإنترنت. الحجج الرئيسية على ان هندسة الشبكات تخصص جديد هي:
- نظم المعلومات المستندة على الويب (WIS) عملية التطوير مختلفة وفريدة من نوعها.[2]
- هندسة الشبكات متعددة التخصصات ؛ ليست تخصص واحد (مثل هندسة البرمجيات) يمكن أن توفر نظرية كاملة عن أساس المعارف والممارسات كدليل لنظم المعلومات المستندة على الويب.[3]
- قضايا إدارة التطور و دورة الحياة بالمقارنة مع أكثر التطبيقات 'التقليدية'.
- نظم المعلومات و التطبيقات المستندة على الويب منتشرة و غير تافهة. الويب كمنصة سوف تستمر في النمو و هي تستحق أن تعامل كذلك.

ومع ذلك ، فقد كان مثيرا للجدل ، خاصة بالنسبة للأشخاص في التخصصات التقليدية مثل هندسة البرمجيات على التعرف على هندسة الشبكات كحقل جديد. المسألة هي كيف مختلفة ومستقلة هندسة الشبكات ، مقارنة مع التخصصات الأخرى.
المواضيع الرئيسية على هندسة الشبكات تشمل, ولكن لا تقتصر على المجالات التالية:

### تخصصات النمذجة
- العمليات التجارية للتطبيقات على شبكة الإنترنت
- عملية النمذجة لتطبيقات الويب
- المتطلبات لهندسة تطبيقات الويب
- تطبيقات B2B

### تخصصات التصميم، والأدوات والأساليب
- UML واليب
- النمذجة المفاهيمية من تطبيقات الويب (المعروف أيضا باسم. نمذجة الويب)
- النماذج والأساليب والأدوات
- طرق تصميم مواقع الويب
- أدوات CASE لتطبيقات الويب
- تصميم الواجهات على شبكة الإنترنت
- نماذج البيانات لنظم المعلومات المستندة على الويب

### تخصصات التنفيذ
- تطوير تطبيقات ويب البيئات
- Code Generation for Web Applications
- Software Factories for/on the Web
- Web 2.0, AJAX, E4X, ASP.NET, PHP وغيرها من التطورات الجديدة
- تطوير ونشر خدمات الويب

### تخصصات الاختبار
- اختبار وتقييم أنظمة الويب والتطبيقات.
- اختبار التشغيل الآلي والأساليب والأدوات.

### فئات التطبيقات
- تطبيقات الويب الدلالي
- الوثيقة التي تركز على مواقع ويب
- معاملات تطبيقات الويب
- تطبيقات الويب التفاعلية
- تطبيقات الويب المستندة على سير العمل
- تطبيقات الويب التعاونية
- Portal-oriented Web applications
- Ubiquitous and Mobile Web Applications
- Device Independent Web Delivery
- Localization and Internationalization of Web Applications
- Personalization of Web Applications

## السمات

### جودة الويب
- Web Metrics, Cost Estimation, and Measurement
- تخصيص وتعديل تطبيقات الويب
- جودة الويب
- إمكانية استخدام تطبيقات الويب
- إمكانية الوصول إلى الإنترنت
- أداء التطبيقات المستندة إلى ويب

### المحتوى ذات الصلة
- إدارة محتوى الويب
- نظام إدارة المحتوى (CMS)
- الوسائط المتعددة أدوات التأليف و البرامج
- تأليف التكيف الفائقة  [لغات أخرى]‏

## التعليم
- ماجستير: هندسة الشبكات فرع من الدراسة في برنامج الماجستير ويب العلوم في جامعة يوهانس كبلر لينز, النمسا [4]
- دبلوم في هندسة الشبكات: هندسة الشبكات برنامج الدراسة في المؤتمر الدولي المواقع الكلية (iWMC), ألمانيا [5]